# Fiesole distrutta (poemat)
Fiesole distrutta – poemat Giovanniego Domenica Periego, opublikowany w 1619. Utwór jest napisany oktawą (ottava rima), czyli strofą ośmiowersową rymowaną abababcc, układaną jedenastozgłoskowcem.